# Cléo Hickman
Cléo Inácio Hickman (Venâncio Aires, 9 de fevereiro de 1959) é um ex-futebolista brasileiro que atuava como meia. Atualmente, trabalha como empresário de jogadores.

## Títulos
Seleção Brasileira
- Campeão Jogos Pan-Americanos: 1979[1]